# Pitbull (cantante)
Armando Christian Pérez (Miami, 15 de enero de 1981), más conocido por su nombre artístico Pitbull, es un cantante, compositor y productor musical estadounidense de origen cubano.
Se inició como tal con géneros como el hip hop. Posteriormente se especializó más en los géneros dance pop, reguetón, electro house y pop latino, a la vez que pasó también por muchos otros. Ha realizado colaboraciones con diversos cantantes como Ricky Martin, Christina Aguilera, Shakira, Jennifer Lopez, Belinda, Daddy Yankee, Austin Mahone, Ne-Yo, Marc Anthony, Enrique Iglesias, Usher, Fergie, Havana Brown, Chris Brown, Ke$ha, Becky G, Camila Cabello, entre otros.
Entre sus éxitos musicales se encuentran los sencillos «Culo», «Dance Again» y «On the Floor» junto a Jennifer López, «I Know You Want Me», «Hotel Room Service», «Give Me Everything», con Ne-Yo, «Rain Over Me» con Marc Anthony, «International Love» con Chris Brown, «Back In Time», «Get It Started» junto a Shakira, «Feel This Moment» con Christina Aguilera, «Timber» junto a Ke$ha y «Time of our Lives», nuevamente junto a Ne-Yo. Más recientemente ha lanzado «Mr. Moondial» junto a Quevedo.

## Carrera musical

### 2004-2006: Inicios yM.I.A.M.I.

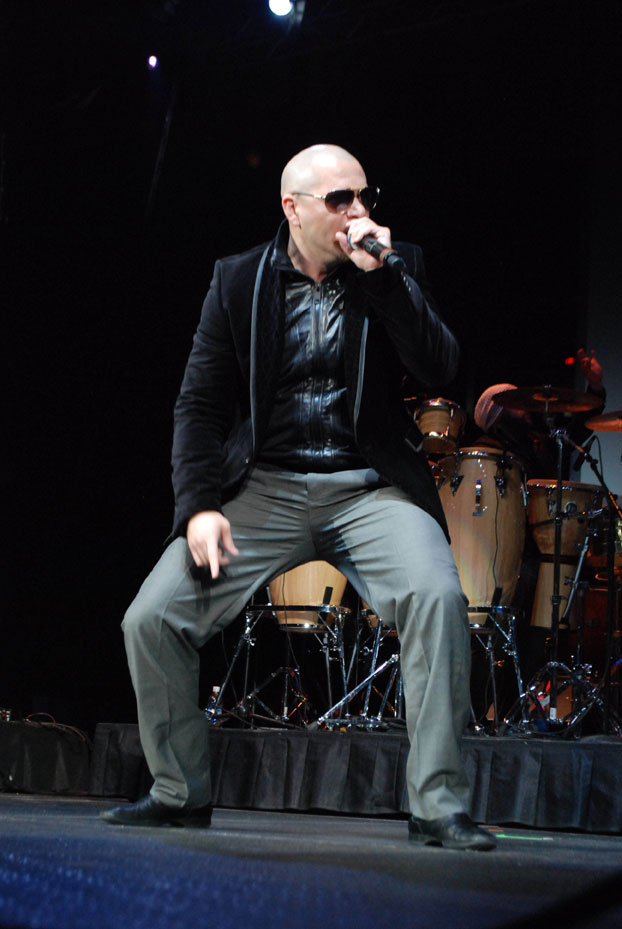
Pitbull en 2009.

Primero tomó clases de inglés en Miami, y luego llevó a cabo varios mixtapes y finalmente dio para identificar su estilo, mezcló el hip hop con el reguetón. En 2004, Pitbull lanzó su álbum debut M.I.A.M.I. (Money is a Major Issue, que en castellano significa "El dinero es un problema importante"). Esta primera prueba es solicitada por el público y vende más de 500.000 ejemplares. Pitbull, desde entonces, ha publicado otros doce álbumes de estudio (el último "Trackhouse", lanzado en 2023).
El cantante estudió en la escuela superior de físico nuclear y en esos años hacía freestyle, sin embargo, sabía que tenía que hacer algo más para sobresalir y decidió tomarse el rap en serio por lo que empezó a escribir canciones y emprendió la búsqueda de un nombre. Un amigo suyo, al escuchar su estilo, le dijo que al momento de rapear tenía el mismo estilo de un perro pit bull porque al morder dejan la mandíbula clavada y no dejan escapar a lo que estén mordiendo que fue con lo que identificó como "Pitbull" por la manera de conseguir su sueño y fue en ese momento cuando se decidió por ese nombre.
Pitbull reflexionaba: "en una industria como la música, que viene siendo una piscina de sangre llena de tiburones, perder no puede ser parte de tu vocabulario. El que ha visto al perro cuando se pelea, que no entiende la palabra perder, es lo mismo, peleando todos los días en la industria de la música. Y la cosa es que los perros Pitbull son ilegales en Miami, pero yo soy el único Pitbull ilegal con papeles."
Su inicio en la música se dio a finales de la década de los noventa, cuando Pitbull tuvo la oportunidad de grabar el exitoso tema "Lollipop" con el cantante Luke de 2 Live Crew y fue gracias a esta colaboración que aprendió lo fundamental del negocio.
En 2005, el cantante tuvo la oportunidad de colaborar en el álbum "Kings of Crunk", junto a los cantantes Lil Jon y los East Side Boys y fue este material que formó parte de la segunda parte de la película The Fast & The Furious que se estrenó al año siguiente. Además, lanzó varias compilaciones que contenían temas de estilo libre y remixes de canciones populares del género rap.
Dos años después, en 2005, Pitbull lanzó su álbum debut llamado "M.I.A.M.I.", dentro del cual se encontraba el sencillo el cual fue producido por Lil Jon y los Díaz Brothers. Posteriormente, en 2006, no solo fue invitado en el programa South Beach de la televisora UPN, sino que grabó el sencillo "Nuestro Himno" en colaboración con Wyclef Jean, Carlos Ponce y Olga Tañón.

### 2006-2010:El Mariel,The BoatliftyRebelution
Su segundo álbum, del año 2006, se lo dedicó a su difunto padre. Dicho álbum se tituló "El Mariel", que fue el puerto por donde salió de Cuba su padre y miles de cubanos rumbo a los Estados Unidos de América.
En el álbum aparecieron artistas invitados muy reconocidos en el mundo del hip hop como Fat Joe, Bun-B, Wyclef Jean, Shakira y otros.
Fue en noviembre de 2007 cuando Pitbull lanzó su tercer álbum llamado "The Boatlift" con un género dance, el cual fue promocionado por la canción titulada "Secret Admirer" en la cual colaboró Lloyd, luego fueron lanzadas las canciones "Go Girl" y "The Anthem".
En 2009, lanza su cuarto álbum Rebelution del cual se desprenden los sencillos I Know You Want Me (Calle Ocho) (llegó a ocupar la segunda ubicación del Billboard Hot 100 y además contiene samples de "75, Brazil Street" del DJ y productor italiano Nicola Fasano) y Hotel Room Service (incluye el sampleo del clásico de 1992, "Push the Feeling On" de Nightcrawlers)
Mister worlwide 305

### 2010-2011:ArmandoyPlanet Pit

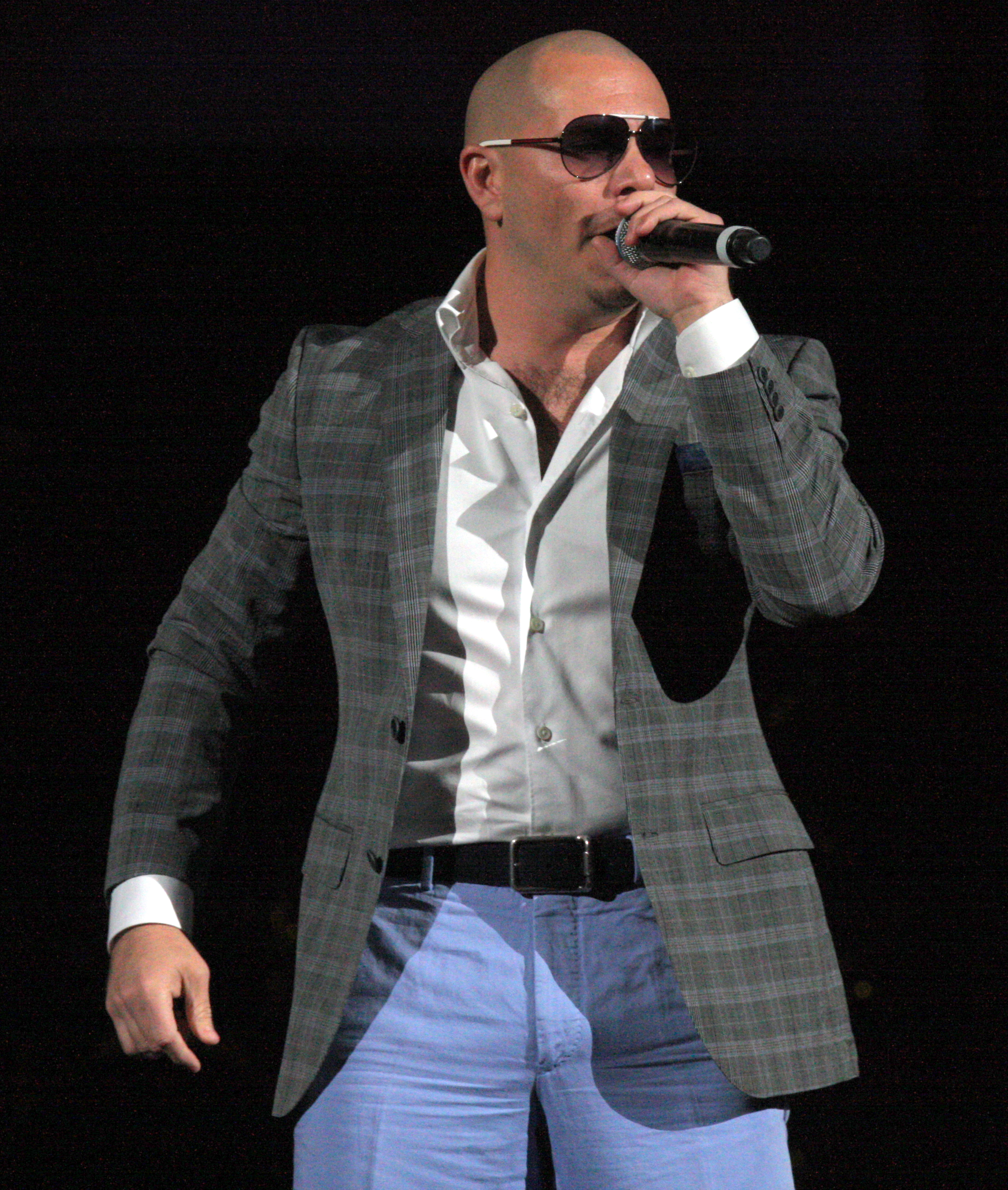
Pitbull en 2011.

En el año 2010 publica el álbum "Armando". Se destaca de este álbum el sencillo Bon, Bon, en el que está basado en la versión remixada de "We No Speak Americano" de Yolanda Be Cool & DCUP realizada por el productor neerlandés Álvaro. En 2011 Pitbull publica "Planet Pit", sumando con este 6 álbumes de estudio con su peculiar género electro house.
Su primer sencillo fue "Hey Baby (Drop It to the Floor)" con la colaboración del rapero T-Pain. El segundo sencillo y el más exitoso fue "Give Me Everything", en el que contó con la colaboración de Ne-Yo y la cantante de origen cubano Nayer, mientras la producción estuvo a cargo del DJ y productor neerlandés Afrojack. Gracias a este sencillo, Pitbull logrará cosechar su primer sencillo número uno en el Billboard Hot 100 y a su vez obtener múltiples certificaciones en varios países del mundo. Los sencillos que le sucedieron fueron "Rain Over Me", con la colaboración de Marc Anthony, e "International Love", junto a Chris Brown.

### 2012-2014:Global Warming,Meltdown,Men in Black 3y varias colaboraciones

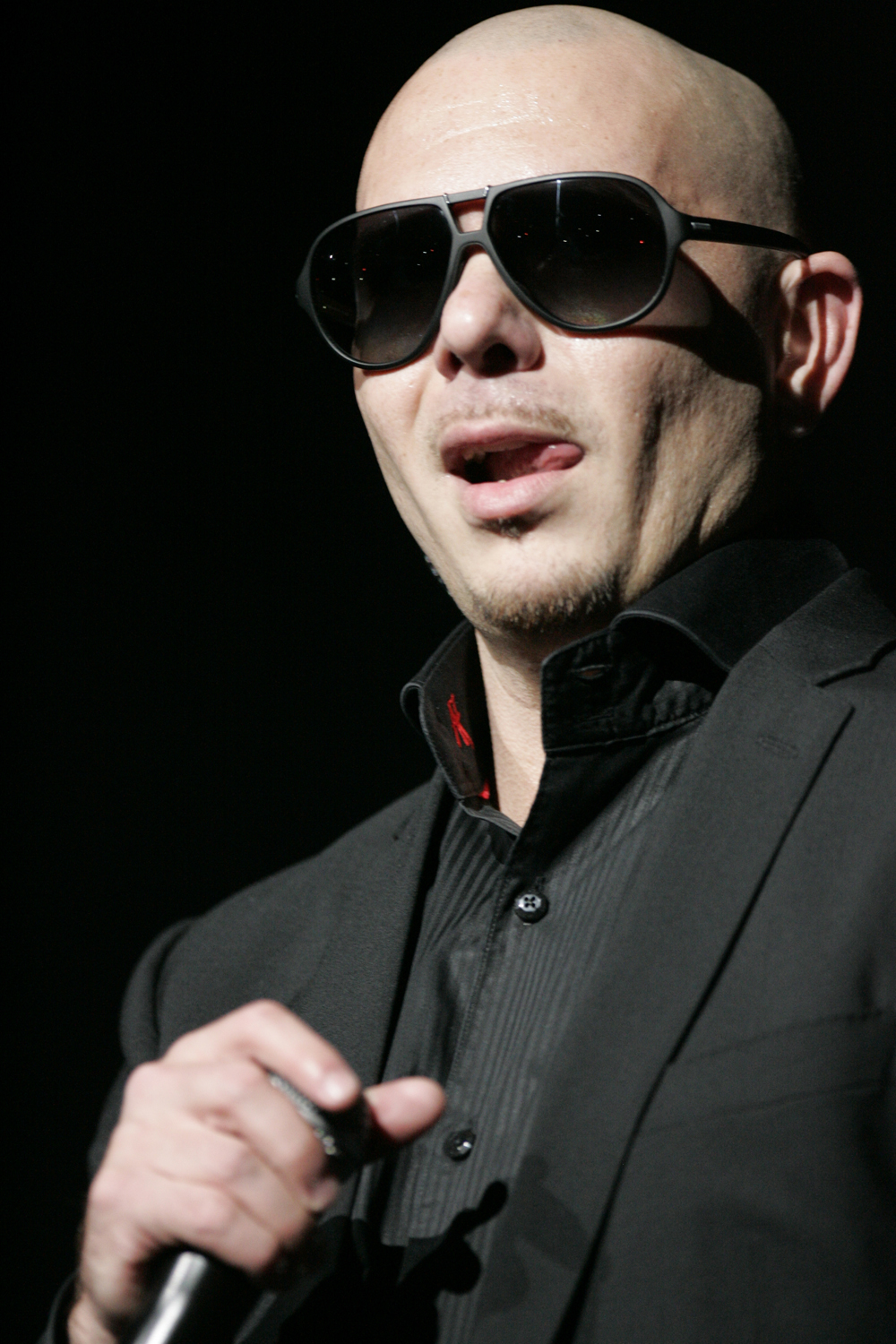
Pitbull en 2012.

En 2012 grabó el tema principal de la banda sonora de la película Hombres de Negro III, llamada Back in Time. En noviembre de 2012, lanzó su séptimo álbum de estudio Global Warming. Contó con la colaboración de reconocidos artistas como Christina Aguilera, Chris Brown, Usher, Enrique Iglesias, Havana Brown y la banda británica The Wanted. En la producción del álbum participó el dúo francés soFLY & Nius, Afrojack y DJ Buddha, entre otros. Su primer sencillo fue "Get It Started" y contiene la participación de la artista colombiana Shakira. El segundo sencillo es "Don't Stop the Party" en el que incluye el sampleo de "Funky Vodka", una producción de tech house, original del estadounidense conocido como TJR. El tercer sencillo del disco, Feel This Moment, junto a Christina Aguilera fue el más exitoso y se posicionó a la cabeza de las listas de todo el planeta.
En 2012 y 2013 volvió a colaborar con Jennifer Lopez en «Dance Again» y «Live It Up» y con Flo Rida en «Can´t Believe It», ambas como artista invitado. En septiembre de 2013 anuncia una ampliación de su anterior disco, Global Warming lanzando una EP llamada Global Warming: The Meltdown el 22 de noviembre cuyo primer sencillo fue «Timber», con la colaboración de Kesha tuvo un gran éxito comercial volviendo a conquistar el número uno del Billboard Hot 100 en los Estados Unidos y el primer puesto en España, Reino Unido, Alemania, Austria, Canadá, Chile, Dinamarca, Finlandia, Noruega, Suecia y los Países Bajos. En el año 2013 también construye una escuela en Miami para ayudar a estudiantes con dificultades económicas.

### 2014-2015: Copa Mundial de Fútbol de Brasil, numerosas colaboraciones yGlobalization

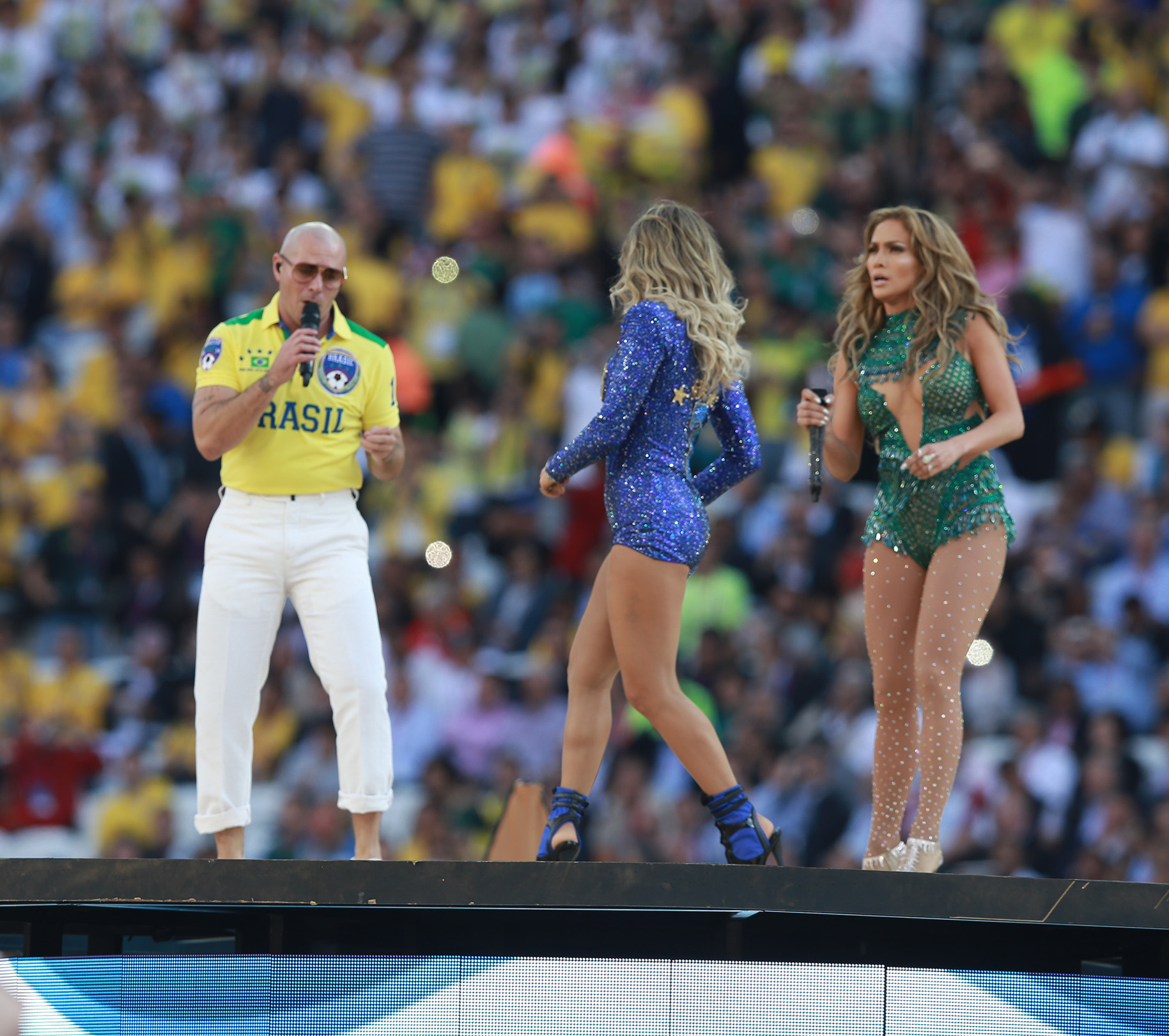
Pitbull con Jennifer Lopez y Claudia Leitte en la inauguración de Brasil 2014.

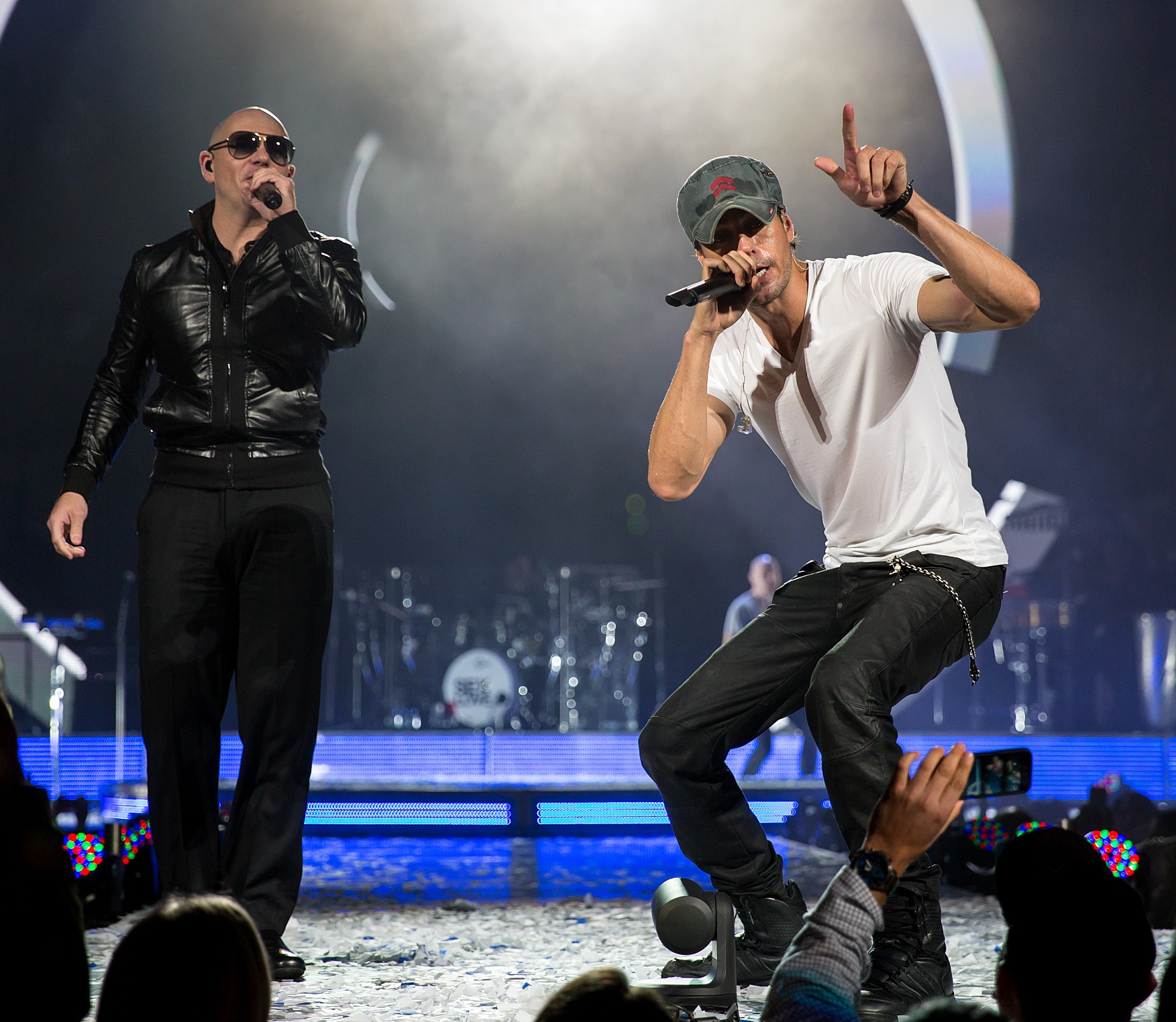
Pitbull y Enrique Iglesias en su gira.

En 2014 colabora en el nuevo disco de Enrique Iglesias, Sex + Love en el sencillo promocional «I'm a Freak» y en Let Me Be Your Lover. También colabora junto a Wisin y Chris Brown en «Control», con Austin Mahone en «Mmm Yeah» y nuevamente con Jennifer Lopez en Booty. En marzo de 2014 publica un nuevo sencillo junto a la banda femenina G.R.L. llamado «Wild Wild Love» además, compone la nueva canción para la Copa Mundial de Fútbol de 2014 de Brasil junto con Jennifer Lopez y Claudia Leitte, el sencillo se llamó «We Are One (Ole Ola)» y fue la canción oficial del campeonato. En la primavera de este año anuncia una nueva gira junto a Enrique Iglesias únicamente en EE. UU., ampliada con nuevas fechas en el año 2015. El omnipresente cantante actúa también en numerosos festivales y conciertos (Fashion Rocks, Cowboys, AMA´s, iHeartRadio Festival...). También en el año 2014 compone la canción "Celebrate" para la película Los Pingüinos de Madagascar.
En agosto de 2014 anuncia un nuevo sencillo, Fireball, junto al cantautor John Ryan, con el cual logra por enésima vez posicionarse en lo alto de las listas de todo el mundo, esta canción pertenece a su nuevo álbum Globalization, el cual anuncia en septiembre de 2014 y que sale a la venta el día 25 de noviembre. Este tema además de colocarse en los primeros lugares, ha permanecido 21 semanas en las listas Top Latin Songs - Inglés Colombia de Monitor Latino como se anuncia en el ranking del 22 de febrero de 2015, reafirmando el gran éxito de la canción.
Este año Pitbull también colabora con Osmani García y Sensato del Patio en El Taxi, una canción que, lejos de lo esperado, consiguió un enorme éxito por todo el mundo y sobre todo en discotecas incluso años después de su lanzamiento.
Pitbull es nuevamente elegido para presentar los American Music Awards, el 24 de noviembre, en los cuales protagonizó una performance con Ne-Yo para promocionar el nuevo álbum que salía a la venta el día siguiente. El álbum cuenta con las colaboraciones de Chris Brown, Sean Paul, Ne-Yo, John Ryan, Jason Derulo, Juicy J... entre otros. En diciembre lanza un nuevo sencillo perteneciente a Globalization titulado Time of Our Lives junto a Ne-Yo, siendo esta su segunda colaboración tras el éxito de Give Me Everything; el vídeo es lanzado el 25 de diciembre y evoca a la época de los 2000 en una familia de hispanos con pocos recursos, vídeo basado probablemente en su propia vida.

### 2015-2017: Dale
Tras una colaboración con Ricky Martin (Mr. Put It Down) anuncia en sus cuentas de Twitter e Instagram la inminente finalización de un nuevo álbum enteramente en español, previsto para este mismo año y cuyo nombre sería Dale. Es el primer álbum en español del cantante tras Armando (2010). Pitbull lanza en primavera de este año una colaboración en castellano con Gente de Zona llamada Piensas, que obtuvo de nuevo una gran aceptación y cuyo vídeo se estrenó el 31 de mayo. En junio, Pitbull lanza el tercer sencillo de Globalization cuyo nombre es Fun, en el cual canta nuevamente junto a Chris Brown. El video de la canción se estrena a finales de junio y cosecha millones de visitas en su primera semana en YouTube.
Este año estrenó dos nuevos programas televisivos y un nuevo álbum en español. El nuevo álbum Dale, se estrenó el 17 de julio de 2015 y en él Pitbull colabora con Farruko, Micha, Fuego, Mohombi, Wisin, Yandel y nuevamente con Ricky Martin. Además contiene éxitos anteriores con Gente de Zona, Sensato, Osmani García y Don Miguelo.

### 2016: Premio Grammy, Estrella en el Paseo de la Fama y nuevos sencillos
Ya a finales de 2015 Pitbull comienza la promoción de un nuevo álbum cuyo nombre sería Climate Change y que será lanzado en 2017. En octubre de 2015 y febrero de 2016 se estrenan dos sencillos de Pitbull en solitario: Free.K y Freedom respectivamente, este último con un videoclip filmado en un crucero de Norweigan Cruises.
A principios de 2016 Pitbull recibe otro enorme reconocimiento a su carrera ganando un Grammy al mejor álbum latino por Dale, Pitbull puso punto final a la gala más importante de la música con su éxito El Taxi junto a Sofía Vergara y estrenó una nueva canción junto a Robin Thicke, Joe Perry (guitarrista de Aerosmith) y Travis Barker (batería de blink-182) llamada Bad Man.
A mediados de julio de 2016 Pitbull estrena un nuevo sencillo promocional de Climate Change junto a otros dos cantantes de Miami: Flo Rida y Lunchmoney Lewis. El sencillo se llama Greenlight y el vídeo se estrenó en YouTube el 19 de agosto.
El 15 de julio de 2016 Pitbull recibe su estrella en el Paseo de la Fama de Hollywood por su contribución a la música y su impacto en la sociedad y en la vida de muchas personas que ven en él un ejemplo de como se puede llegar alto en la vida aunque se carezca de recursos para lograrlo. Es hasta ahora su mayor reconocimiento, en su discurso dio gracias a su familia y a todos aquellos que creyeron y apostaron por él en su juventud.
En noviembre de 2016 Pitbull estrena un nuevo sencillo, Can't Have junto a Steven A. Clark y Ape Drums en el cual trata el tema de la inmigración, paradójicamente, el tema se estrena días después de la victoria electoral de Donald Trump en EE. UU.

### 2017: Nuevo álbum en inglés:Climate Change
Pitbull anuncia mediante las redes sociales la salida al mercado del nuevo álbum para el 17 de marzo de 2017, dicho álbum contiene colaboraciones con Leona Lewis, Jason Derülo, Stephen Marley, Prince Royce, Austin Mahone, R. Kelly y Jennifer Lopez, entre otros.
El primer sencillo de Climate Change, "Options", que cuenta con la colaboración de Stephen Marley, fue publicado el 17 de febrero de 2017.
En 2017 también colabora en la banda sonora de The Fate of the Furious con la canción Hey Ma junto a J Balvin y Camila Cabello, tema que se convirtió en número uno mundial.
En octubre estrena Por Favor con la colaboración del grupo femenino Fifth Harmony y recibe en los Latin American Music Awards el premio Dick Clark a toda su trayectoria entregado por Enrique Iglesias, donde pronunció un discurso de agradecimiento ensalzando la idea de que América fue construida por inmigrantes.

### 2018: Banda sonora deGotti,Move to Miamiy colaboración con Britney Spears y Marc Anthony
En 2018, Pitbull pone ritmo a la banda sonora oficial de la película Gotti, protagonizada por John Travolta. La canción se denomina Amore y cuenta con la voz de la cantante Leona Lewis. En mayo estrena junto a Enrique Iglesias la canción Move to Miami, siendo la séptima colaboración exitosa de ambos artistas. Además Pitbull ha hecho remixes de dos canciones Scooby Doo Pa Pa! junto al dominicano Dj Kass y Dame tu cosita junto al panameño El Chombo (quien originalmente grabó este tema en 1998), el jamaiquino Cutty Ranks y la colombiana Karol G. En junio, Pitbull anuncia la exclusiva de una inminente nueva canción en la cual colabora con la cantante Britney Spears y Marc Anthony, que sería estrenada próximamente, además Pitbull se embarcó ese verano en una gira europea con Britney Spears.
El 25 de octubre publica la canción "Quiero saber", junto a Prince Royce y Ludacris.[cita requerida]

## Discografía

### Álbumes de estudio
- 2004: M.I.A.M.I.
- 2006: El Mariel
- 2007: The Boatlift
- 2009: Rebelution
- 2010: Armando
- 2011: Planet Pit
- 2012: Global Warming
- 2014: Globalization
- 2015: Dale
- 2017: Climate Change
- 2019: Libertad 548
- 2023: Trackhouse

### Bandas sonoras
- 2012: Men in Black III: Back in Time. Para crear la canción tomó como referencia una versión musical de los años 50, Love is Strange.
- 2018: GOTTI : Original Motion Picture Soundtrack
- 2019: Aquaman : Ocean To Ocean ft. Rhea. Original Motion Picture Soundtrack

## Películas
Pitbull ha participado como cantante, actor de doblaje y productor de películas.
En 2013, Pitbull realiza el papel de rana en la película de animación Epic.
Tres años más tarde, en 2016 dio el paso como productor de una película de comedia llamada Puerto Ricans in Paris. 
En 2019 fue el encargado de doblar al personaje Ugly Dog en la película de “Ugly Dolls”. El filme narra la historia de unos juguetes desechados por no ser estupendos. Armando ha recordado en numerosas entrevistas que frente al acoso escolar hay que «apagar el teléfono».

## Premios y nominaciones
| Año  | Premiación                               | Categoría                                          | Trabajo nominado                                                    | Resultado | Ref.   |
| ---- | ---------------------------------------- | -------------------------------------------------- | ------------------------------------------------------------------- | --------- | ------ |
| 2008 | Teen Choice Awards                       | Pista de rap / hip-hop                             | The Anthem                                                          | Nominado  | [ 4 ]  |
| 2009 | ALMA Awards                              | Lo mejor del año en música                         | Pitbull                                                             | Nominado  |        |
| 2009 | Billboard Latin Music Awards             | Artista latino de descarga digital del año         | Pitbull                                                             | Ganador   | [ 5 ]  |
| 2009 | Los Premios MTV                          | Mejor Artista de MTV Tr3                           | Pitbull                                                             | Nominado  |        |
| 2009 | MP3 Music Awards                         | Mejor canción latina                               | I Know You Want Me (Calle Ocho)                                     | Ganador   | [ 6 ]  |
| 2009 | Premios Juventud                         | Mi tono de llamada favorito                        | Ay Chico (Lengua Afuera)                                            | Nominado  |        |
| 2009 | Teen Choice Awards                       | Artista de rap                                     | Pitbull                                                             | Nominado  | [ 7 ]  |
| 2009 | Teen Choice Awards                       | Conectar                                           | I Like It (con Enrique Iglesias)                                    | Nominado  | [ 7 ]  |
| 2010 | Billboard Latin Music Awards             | Artista solista del año en Latin Rhythm Airplay    | Pitbull                                                             | Nominado  | [ 8 ]  |
| 2010 | Billboard Latin Music Awards             | Canción del año Latin Rhythm Airplay               | I Know You Want Me (Calle Ocho)                                     | Nominado  | [ 8 ]  |
| 2010 | NRJ Music Awards                         | Canción internacional del año                      | I Know You Want Me (Calle Ocho)                                     | Nominado  | [ 9 ]  |
| 2010 | MTV Video Music Awards                   | Mejor video dance electrónico                      | I Like it                                                           | Nominado  |        |
| 2010 | Premios Juventud                         | Premio al mejor vestido                            | Pitbull                                                             | Ganador   |        |
| 2010 | Los Premios 40 Principales               | Mejor artista latino                               | Pitbull                                                             | Nominado  |        |
| 2010 | Teen Choice Awards                       | Artista de rap                                     | Pitbull                                                             | Nominado  | [ 10 ] |
| 2010 | Teen Choice Awards                       | Pista de rap / hip-hop                             | I Know You Want Me                                                  | Nominado  | [ 10 ] |
| 2011 | American Music Awards                    | Artista masculino favorito de pop/rock             | Pitbull                                                             | Nominado  | [ 11 ] |
| 2011 | ALMA Awards                              | Artista musical masculino favorito                 | Pitbull                                                             | Ganador   | [ 12 ] |
| 2011 | Billboard Music Awards                   | Mejor artista latino                               | Pitbull                                                             | Nominado  | [ 13 ] |
| 2011 | Billboard Music Awards                   | Mejor canción latina                               | Bon, bon                                                            | Ganador   | [ 13 ] |
| 2011 | Billboard Latin Music Awards             | Social 50                                          | Pitbull                                                             | Nominado  |        |
| 2011 | Billboard Latin Music Awards             | Latin Rhythm Airplay                               | Pitbull                                                             | Nominado  |        |
| 2011 | Billboard Latin Music Awards             | Álbumes de ritmo latino                            | Pitbull                                                             | Nominado  |        |
| 2011 | Billboard Latin Music Awards             | Descarga digital latina del año                    | Bon , bon                                                           | Nominado  |        |
| 2011 | Billboard Latin Music Awards             | Latin Rhythm Airplay                               | Bon , bon                                                           | Nominado  |        |
| 2011 | Billboard Latin Music Awards             | Álbumes de ritmo latino                            | Armando                                                             | Nominado  |        |
| 2011 | Billboard Latin Music Awards             | Canción latina caliente del año, evento vocal      | I Like It (con Enrique Iglesias)                                    | Ganador   |        |
| 2011 | Latin Grammy Awards                      | Mejor álbum de música urbana                       | Armando                                                             | Nominado  |        |
| 2011 | Latin Grammy Awards                      | Mejor canción urbana                               | Bon, bon                                                            | Nominado  |        |
| 2011 | MTV Video Music Awards                   | Mejor colaboración                                 | Give Me Everything                                                  | Nominado  |        |
| 2011 | MTV Video Music Awards                   | Mejor video pop                                    | Give Me Everything                                                  | Nominado  |        |
| 2011 | MTV Europe Music Awards                  | Mejor hip hop                                      | Pitbull                                                             | Nominado  |        |
| 2011 | MTV Europe Music Awards                  | Mejor canción                                      | On the Floor (con Jennifer Lopez)                                   | Nominado  |        |
| 2011 | MuchMusic Video Awards                   | Video internacional del año                        | On the Floor (con Jennifer Lopez)                                   | Nominado  |        |
| 2011 | MuchMusic Video Awards                   | Video más visto                                    | DJ Got Us Fallin' in Love (con Usher)                               | Nominado  |        |
| 2011 | Premio Lo Nuestro                        | Artista urbano y general del año                   | Pitbull                                                             | Ganador   |        |
| 2011 | Premios Juventud                         | Mejor artista urbano                               | Pitbull                                                             | Ganador   |        |
| 2011 | Premios Juventud                         | Mejores movimientos                                | Pitbull                                                             | Nominado  |        |
| 2011 | Premios Juventud                         | El combo perfecto                                  | I Like It (con Enrique Iglesias)                                    | Nominado  |        |
| 2011 | Premios Juventud                         | El combo perfecto                                  | On the Floor (con Jennifer Lopez)                                   | Nominado  |        |
| 2011 | Premios Juventud                         | Mejor canción                                      | Bon, bon                                                            | Ganador   |        |
| 2011 | Premios Juventud                         | Mejor tono de llamada                              | Bon, bon                                                            | Ganador   |        |
| 2011 | Los Premios 40 Principales               | Mejor artista internacional                        | Pitbull                                                             | Ganador   |        |
| 2011 | Los Premios 40 Principales               | Mejor canción internacional                        | Give Me Everything                                                  | Nominado  |        |
| 2011 | Los Premios 40 Principales               | Mejor canción internacional                        | On the Floor (con Jennifer Lopez)                                   | Nominado  |        |
| 2011 | Los Premios 40 Principales               | Mejor acto de baile                                | Bailando Por El Mundo (con Juan Magan)                              | Nominado  |        |
| 2011 | Los Premios 40 Principales               | Mejor canción                                      | Bailando Por El Mundo (con Juan Magan)                              | Nominado  |        |
| 2011 | Teen Choice Awards                       | Artista de R & B/Hip-Hop                           | Pitbull                                                             | Nominado  | [ 14 ] |
| 2011 | Teen Choice Awards                       | Estrella de la música de verano: Masculino         | Pitbull                                                             | Nominado  | [ 14 ] |
| 2011 | Teen Choice Awards                       | Single                                             | Give Me Everything                                                  | Nominado  | [ 14 ] |
| 2012 | American Music Awards                    | Artista masculino favorito de pop/rock             | Pitbull                                                             | Nominado  | [ 11 ] |
| 2012 | American Music Awards                    | Artista latino favorito                            | Pitbull                                                             | Nominado  | [ 11 ] |
| 2012 | ALMA Awards                              | Artista musical masculino favorito                 | Pitbull                                                             | Ganador   |        |
| 2012 | Billboard Music Awards                   | Mejor canción de radio                             | Give Me Everything                                                  | Ganador   | [ 15 ] |
| 2012 | Billboard Music Awards                   | Mejor canción de rap                               | Give Me Everything                                                  | Nominado  | [ 15 ] |
| 2012 | Billboard Music Awards                   | Mejor Canción Hot 100                              | Give Me Everything                                                  | Nominado  | [ 15 ] |
| 2012 | Billboard Music Awards                   | Mejor canción latina                               | Bon, bon                                                            | Nominado  | [ 15 ] |
| 2012 | Billboard Latin Music Awards             | Artista de canciones del año, masculino            | Pitbull                                                             | Ganador   |        |
| 2012 | Billboard Latin Music Awards             | Artista solista del año en Latin Rhythm Song       | Pitbull                                                             | Ganador   |        |
| 2012 | Billboard Latin Music Awards             | Álbum de ritmo latino como artista solista del año | Pitbull                                                             | Nominado  |        |
| 2012 | Billboard Latin Music Awards             | Artista solista del año en Latin Pop Songs         | Pitbull                                                             | Nominado  |        |
| 2012 | Billboard Latin Music Awards             | Canción pop latino del año                         | Give Me Everything                                                  | Nominado  |        |
| 2012 | Billboard Latin Music Awards             | Canción de evento vocal del año                    | Give Me Everything                                                  | Nominado  |        |
| 2012 | Billboard Latin Music Awards             | Canción del año                                    | Give Me Everything                                                  | Ganador   |        |
| 2012 | Billboard Latin Music Awards             | Canción Airplay del año                            | Give Me Everything                                                  | Nominado  |        |
| 2012 | Billboard Latin Music Awards             | Álbum de ritmo latino del año                      | Armando                                                             | Nominado  |        |
| 2012 | Billboard Latin Music Awards             | Canción digital del año                            | Bon, bon                                                            | Nominado  |        |
| 2012 | BMI Awards                               | Compositor latino del año                          | I Like It (con Enrique Iglesias)                                    | Ganador   |        |
| 2012 | BMI Awards                               | Premio BMI Latin - Canción ganadora                | I Like It (con Enrique Iglesias)                                    | Ganador   |        |
| 2012 | Latin Music Italian Awards               | Mejor canción latina del año                       | Dance Again ft. Jennifer Lopez                                      | Ganador   | [ 16 ] |
| 2012 | Latin Music Italian Awards               | Mejor artista latino masculino del año             | Pitbull                                                             | Ganador   | [ 16 ] |
| 2012 | Latin Grammy Awards                      | Mejor canción urbana                               | Crazy People (with Sensato)                                         | Nominado  |        |
| 2012 | MTV Video Music Awards                   | Mejor artista latino                               | Pitbull                                                             | Nominado  |        |
| 2012 | MTV Europe Music Awards                  | Mejor hombre                                       | Pitbull                                                             | Nominado  |        |
| 2012 | MTV Europe Music Awards                  | Mejor canción                                      | International Love                                                  | Nominado  |        |
| 2012 | MuchMusic Video Awards                   | Video internacional del año                        | Give Me Everything                                                  | Nominado  |        |
| 2012 | People's Choice Awards                   | Artista favorito de hip hop                        | Pitbull                                                             | Nominado  |        |
| 2012 | Premio Lo Nuestro                        | Artista favorito de hip-hop                        | Pitbull                                                             | Ganador   |        |
| 2012 | Premio Lo Nuestro                        | Mejor álbum del año                                | Armando                                                             | Ganador   |        |
| 2012 | Teen Choice Awards                       | Artista masculino                                  | Pitbull                                                             | Nominado  |        |
| 2012 | Teen Choice Awards                       | Artista de R & B/Hip-Hop                           | Pitbull                                                             | Nominado  |        |
| 2012 | Teen Choice Awards                       | Estrella de la música de verano: Masculino         | Pitbull                                                             | Nominado  |        |
| 2012 | Premios 40 Principales America           | Mejor artista urbano                               | Pitbull                                                             | Ganador   |        |
| 2012 | Los Premios 40 Principales               | Artista y productor latino más influyente          | Pitbull                                                             | Ganador   |        |
| 2012 | Los Premios 40 Principales               | Mejor artista latino                               | Pitbull                                                             | Nominado  |        |
| 2012 | Los Premios 40 Principales               | Mejor artista internacional en español             | Pitbull                                                             | Nominado  |        |
| 2012 | Premios Juventud                         | Mejor artista urbano                               | Pitbull                                                             | Ganador   |        |
| 2012 | Premios Juventud                         | All Over the Dial                                  | Pitbull                                                             | Nominado  |        |
| 2012 | Premios Juventud                         | Mejores movimientos                                | Pitbull                                                             | Nominado  |        |
| 2012 | Premios Juventud                         | Mi concierto favorito                              | Euphoria (with Enrique Iglesias)                                    | Ganador   |        |
| 2012 | Premios Juventud                         | La mejor combinación                               | International Love                                                  | Nominado  |        |
| 2012 | Premios Juventud                         | Mejor tono de llamada                              | International Love                                                  | Nominado  |        |
| 2012 | Premios Tu Mundo                         | Canción de fiesta                                  | International Love                                                  | Nominado  |        |
| 2012 | Premios Tu Mundo                         | Canción de fiesta                                  | Bailando Por El Mundo (con Juan Magan)                              | Nominado  |        |
| 2013 | Billboard Music Awards                   | Mejor Canción Latina                               | Bailando Por El Mundo (con Juan Magan)                              | Nominado  |        |
| 2013 | Billboard Music Awards                   | Mejor artista de rap                               | Pitbull                                                             | Nominado  |        |
| 2013 | Billboard Latin Music Awards             | Artista de Canción del Año, Masculino              | Pitbull                                                             | Nominado  | [ 17 ] |
| 2013 | Billboard Latin Music Awards             | Artista del año en streaming                       | Pitbull                                                             | Nominado  | [ 17 ] |
| 2013 | Billboard Latin Music Awards             | Artista social del año                             | Pitbull                                                             | Nominado  | [ 17 ] |
| 2013 | Billboard Latin Music Awards             | Canción de ritmo latino del año, solista           | Pitbull                                                             | Nominado  | [ 17 ] |
| 2013 | Billboard Latin Music Awards             | Álbum de ritmo latino del año, solista             | Pitbull                                                             | Nominado  | [ 17 ] |
| 2013 | Billboard Latin Music Awards             | Canción del año                                    | Bailando Por El Mundo (con Juan Magan)                              | Ganador   | [ 17 ] |
| 2013 | Billboard Latin Music Awards             | Canción de evento vocal del año                    | Bailando Por El Mundo (con Juan Magan)                              | Nominado  | [ 17 ] |
| 2013 | Billboard Latin Music Awards             | Canción Airplay del año                            | Bailando Por El Mundo (con Juan Magan)                              | Nominado  | [ 17 ] |
| 2013 | Billboard Latin Music Awards             | Canción de ritmo latino del año                    | Bailando Por El Mundo (con Juan Magan)                              | Nominado  | [ 17 ] |
| 2013 | Premio Lo Nuestro                        | Canción urbana del año                             | Bailando Por El Mundo (con Juan Magan)                              | Nominado  | [ 18 ] |
| 2013 | Premio Lo Nuestro                        | Colaboración del año                               | Bailando Por El Mundo (con Juan Magan)                              | Nominado  | [ 18 ] |
| 2013 | Latin Grammy Awards                      | Mejor actuación urbana                             | Echa Pa'lla (Manos Pa'rriba)                                        | Ganador   |        |
| 2013 | MTV Video Music Awards                   | Mejor artista latino                               | Pitbull                                                             | Nominado  |        |
| 2013 | MTV Video Music Awards                   | Mejor colaboración                                 | Feel This Moment                                                    | Nominado  |        |
| 2013 | MTV Video Music Awards Japan             | Mejor video de una película                        | Back in Time                                                        | Nominado  |        |
| 2013 | Teen Choice Awards                       | Elección individual: Artista masculino             | Feel This Moment                                                    | Nominado  |        |
| 2013 | Teen Choice Awards                       | Artista masculino                                  | Pitbull                                                             | Nominado  |        |
| 2013 | Teen Choice Awards                       | Artista de hip-hop/rap                             | Pitbull                                                             | Nominado  |        |
| 2013 | Teen Choice Awards                       | Estrella de la música: Masculino                   | Pitbull                                                             | Nominado  |        |
| 2013 | Premios Juventud                         | Mejor artista urbano                               | Pitbull                                                             | Ganador   |        |
| 2013 | Premios Juventud                         | All Over the Dial                                  | Pitbull                                                             | Nominado  |        |
| 2013 | Premios Juventud                         | Mejores movimientos                                | Pitbull                                                             | Nominado  |        |
| 2013 | Premios Juventud                         | Mi concierto favorito                              | Planet Pit World Tour                                               | Nominado  |        |
| 2013 | Premios Juventud                         | Hit favorito                                       | Feel This Moment                                                    | Nominado  |        |
| 2014 | Billboard Music Awards                   | Mejor canción de rap                               | Timber                                                              | Ganador   |        |
| 2014 | Billboard Music Awards                   | Mejor artista de rap                               | Pitbull                                                             | Nominado  |        |
| 2014 | Billboard Latin Music Awards             | Artista social del año                             | Pitbull                                                             | Ganador   | [ 19 ] |
| 2014 | Latin Music Italian Awards               | Mejor Canción Latina del Año                       | We Are One (Ole Ola)                                                | Nominado  |        |
| 2014 | Latin Music Italian Awards               | Mejor video masculino latino del año               | Timber ft. Kesha                                                    | Ganador   | [ 20 ] |
| 2014 | Latin Music Italian Awards               | Mejor video femenino latino del año                | Love You Te Quiero ft. Belinda                                      | Nominado  | [ 20 ] |
| 2014 | Latin Music Italian Awards               | Mejor baile latino del año                         | Love You Te Quiero ft. Belinda                                      | Nominado  | [ 20 ] |
| 2014 | Latin Music Italian Awards               | Mejor baile latino del año                         | Fireball                                                            | Nominado  | [ 20 ] |
| 2014 | Latin Music Italian Awards               | Mejor baile latino del año                         | I’m a Freak ft. Enrique Iglesias                                    | Ganador   | [ 20 ] |
| 2014 | Latin Music Italian Awards               | Mejor animación latina del año                     | Celebrate (from the Original Motion Picture Penguins of Madagascar) | Nominado  | [ 20 ] |
| 2014 | Latin Music Italian Awards               | Mejor canción latino tropical del año              | Yo quiero ft. Gente De Zona                                         | Nominado  | [ 20 ] |
| 2014 | Latin Music Italian Awards               | Mejor Artista Masculino Latino del Año             | Pitbull                                                             | Nominado  | [ 20 ] |
| 2014 | Premios Juventud                         | Mejor artista urbano                               | Pitbull                                                             | Ganador   |        |
| 2014 | Premios Juventud                         | Ídolo de la juventud                               | Pitbull                                                             | Ganador   |        |
| 2014 | Teen Choice Awards                       | Mejor Artista Masculino                            | Pitbull                                                             | Nominado  |        |
| 2014 | Teen Choice Awards                       | Elección individual: Artista masculino             | Mmm Yeah (with Austin Mahone)                                       | Nominado  |        |
| 2014 | MTV Video Music Awards                   | Mejor colaboración                                 | Timber                                                              | Nominado  |        |
| 2014 | MTV Video Music Awards Japan             | Mejor video de colaboración                        | Live It Up (con Jennifer Lopez)                                     | Nominado  |        |
| 2014 | Nickelodeon Kids' Choice Awards          | Cantante Masculino Favorito                        | Pitbull                                                             | Nominado  |        |
| 2015 | iHeartRadio Music Awards                 | Mejor colaboración                                 | Timber ft. Kesha                                                    | Ganador   |        |
| 2015 | Latin American Music Awards              | Colaboración favorita                              | Como Yo le Doy ft. Don Miguelo                                      | Nominado  | [ 21 ] |
| 2015 | Latin American Music Awards              | Canción bailable favorita                          | Back It Up ft. Jennifer Lopez & Prince Royce                        | Nominado  | [ 21 ] |
| 2015 | Latin Music Italian Awards               | Mejor baile latino del año                         | Back It Up ft. Jennifer Lopez & Prince Royce                        | Nominado  | [ 22 ] |
| 2015 | Latin Music Italian Awards               | Mejor video masculino latino del año               | Back It Up ft. Jennifer Lopez & Prince Royce                        | Nominado  | [ 22 ] |
| 2015 | Latin Music Italian Awards               | Mejor Canción Latina del Año                       | Back It Up ft. Jennifer Lopez & Prince Royce                        | Nominado  | [ 22 ] |
| 2015 | Latin Music Italian Awards               | Mejor colaboración latina del año                  | Back It Up ft. Jennifer Lopez & Prince Royce                        | Nominado  | [ 22 ] |
| 2015 | Latin Music Italian Awards               | Mejor colaboración latina del año                  | El Taxi ft. Osmani Garcia, Sensato                                  | Nominado  | [ 22 ] |
| 2015 | Latin Music Italian Awards               | Mejor Canción Urbana Latina del Año                | El Taxi ft. Osmani Garcia, Sensato                                  | Ganador   | [ 22 ] |
| 2015 | Latin Music Italian Awards               | Mejor Álbum Latino Masculino del Año               | Dale                                                                | Ganador   | [ 22 ] |
| 2015 | Latin Music Italian Awards               | Mejor Artista Masculino Latino del Año             | Pitbull                                                             | Nominado  | [ 22 ] |
| 2015 | Teen Choice Awards                       | Mejor Artista Masculino                            | Pitbull                                                             | Nominado  | [ 23 ] |
| 2016 | Billboard Latin Music Awards             | Latin Rhythm Albums artista del año, solista       | Pitbull                                                             | Ganador   | [ 24 ] |
| 2016 | Billboard Latin Music Awards             | Tour del año                                       | Pitbull y Enrique Iglesias                                          | Nominado  | [ 24 ] |
| 2016 | Billboard Latin Music Awards             | Álbum de ritmo latino del año                      | Dale                                                                | Ganador   | [ 24 ] |
| 2016 | Grammy Awards                            | Mejor Álbum de Rock Latino, Urbano o Alternativo   | Dale                                                                | Ganador   |        |
| 2016 | iHeartRadio Music Awards                 | Artista latino del año                             | Himself                                                             | Ganador   |        |
| 2016 | Latin Music Italian Awards               | Mejor Canción Urbana Latina del Año                | Ay Mi Dios                                                          | Nominado  |        |
| 2016 | Latin Music Italian Awards               | Mejor baile latino del año                         | Greenlight ft. Flo Rida                                             | Nominado  |        |
| 2016 | Latin Music Italian Awards               | Mejor Artista Masculino Latino del Año             | Pitbull                                                             | Nominado  |        |
| 2016 | Latin Music Italian Awards               | Saga del artista                                   | Pitbull                                                             | Nominado  |        |
| 2017 | Billboard Latin Music Awards             | Latin Rhythm Albums artista del año, solista       | Pitbull                                                             | Nominado  |        |
| 2017 | Billboard Latin Music Awards             | Latin Rhythm Albums artista del año, solista       | El Taxi (with Sensato, Lil Jon & Osmani Garcia)                     | Nominado  |        |
| 2017 | Latin American Music Awards              | Premio a los logros de Dick Clark                  | Himself                                                             | Ganador   |        |
| 2017 | Nickelodeon Kids' Choice Awards Colombia | Colaboración favorita                              | Hey ma                                                              | Ganador   |        |
| 2017 | Nickelodeon Kids' Choice Awards México   | Colaboración favorita                              | Hey ma                                                              | Nominado  |        |
| 2017 | Meus Prêmios Nick                        | Colaboración favorita                              | Hey ma                                                              | Ganador   |        |
| 2017 | Premios Juventud                         | Mejor canción para bailar                          | Hey ma                                                              | Nominado  |        |
| 2018 | Billboard Latin Music Awards             | Tour del año                                       | Pitbull & Enrique Iglesias                                          | Ganador   | [ 25 ] |
| 2019 | American Academy of Achievement          | Premio Placa de Oro                                | Artes y filantropía                                                 | Ganador   | [ 26 ] |
| 2019 | San Diego International Film Festival    | Premio al icono de la música                       | El trabajo de la vida                                               | Ganador   | [ 26 ] |
| 2025 | Premios Lo Nuestro                       | Colaboración "crossover" del año                   | «2 the moon» (con Ne-Yo, Afrojack y Buddha)                         | Nominados | [ 27 ] |